# La sexta isla
La sexta isla es una novela del escritor cubano-uruguayo Daniel Chavarría, publicada en 1984.

## Sinopsis
La sexta isla conjuga tres historias: la de Álvaro de Mendoza, un aventurero español (páginas escritas en castellano antiguo); la de un ex-jesuita e intelectual uruguayo y la del secuestro de un italiano, miembro de una gran corporación norteamericana que no desea que se conozca un secreto que podría ser devastador.

## Premios
- Premio de la Crítica, La Habana, otorgado anualmente por el Ministerio de Cultura.

## Ediciones
- Editorial Capitán San Luis, La Habana, Cuba, 2004, por los 70 años del escritor.